# Okręg miejski Effutu
Okręg miejski Effutu – jeden z dwudziestu dwóch okręgów w Regionie Centralnym, w Ghanie. Według spisu w 2021 roku liczy 107,8 tys. mieszkańców. Jego stolicą i największym miastem jest Winneba.
Obszar dystryktu jest mocno zurbanizowany, a według spisu w 2010 roku, 93,3% populacji mieszkało w miastach. 

## Gospodarka
Główne rodzaje działalności gospodarczej obejmują rybołówstwo, handel hurtowy/detaliczny, usługi, produkcję, wydobycie soli (białe złoto), uprawę roślin i przetwórstwo rolne.